# 大涌谷站
大涌谷站（日语：／ Ōwakudani eki */?）是位於神奈川縣箱根町仙石原，屬於小田急箱根的鐵路車站，車站編號為OH 63。大涌谷站分別連結了早雲山和桃源台兩地，旅客可在此站轉乘往返兩地。該站旁即箱根火山中最大的噴氣地帶大涌谷，是該觀光地區的着名景點。

## 歷史
- 1959年12月5日 - 箱根空中纜車開業[2]，當時為終點站[2]。
- 1960年9月7日 - 桃源台間纜車路線開通，成為中途站。
- 2000年1月至2002年6月期間 - 往返早雲山站間路段進行更新車廂工程。
- 2006年6月1日至2007年5月31日期間 - 往返桃源台站間路段進行更新車廂工程，2007年6月全線使用新型車廂營運[3]。
- 2012年4月17日 - 由於進行車站重建（總建設成本約10億日元），臨時站舍啓用[4]。
- 2013年4月24日 - 新站舍開始營業[5]。
- 2015年5月6日 - 因箱根山的火山性地震頻發[6]、氣象廳針對箱根山地區發出火山噴發預警第二級警報[7]，箱根空中纜車全線停駛[8]。
- 2016年
  - 4月23日 - 來往姥子間的纜車服務再開，但因為火山氣體噴發影響僅開放部份站舍，也不開放出站[9]。
  - 7月26日 - 全線再開[10]。
- 2017年1月10日至4月14日期間，往返早雲山站的路段進行系統改良工程暫停營運，改以替代運輸巴士服務[11]。

## 車站

### 構造
大涌谷站目前的站體是於2013年4月22日開始營業，站體地下一層、地上兩層共三層，採用了LED照明及風力發電等環保設計。一樓主要為乘車處和售票等纜車營業設施，二樓為餐廳「大涌谷車站食堂」，各樓層均以電梯連接。該站也安裝了往返早雲山站路段的絞盤機等動力設備。

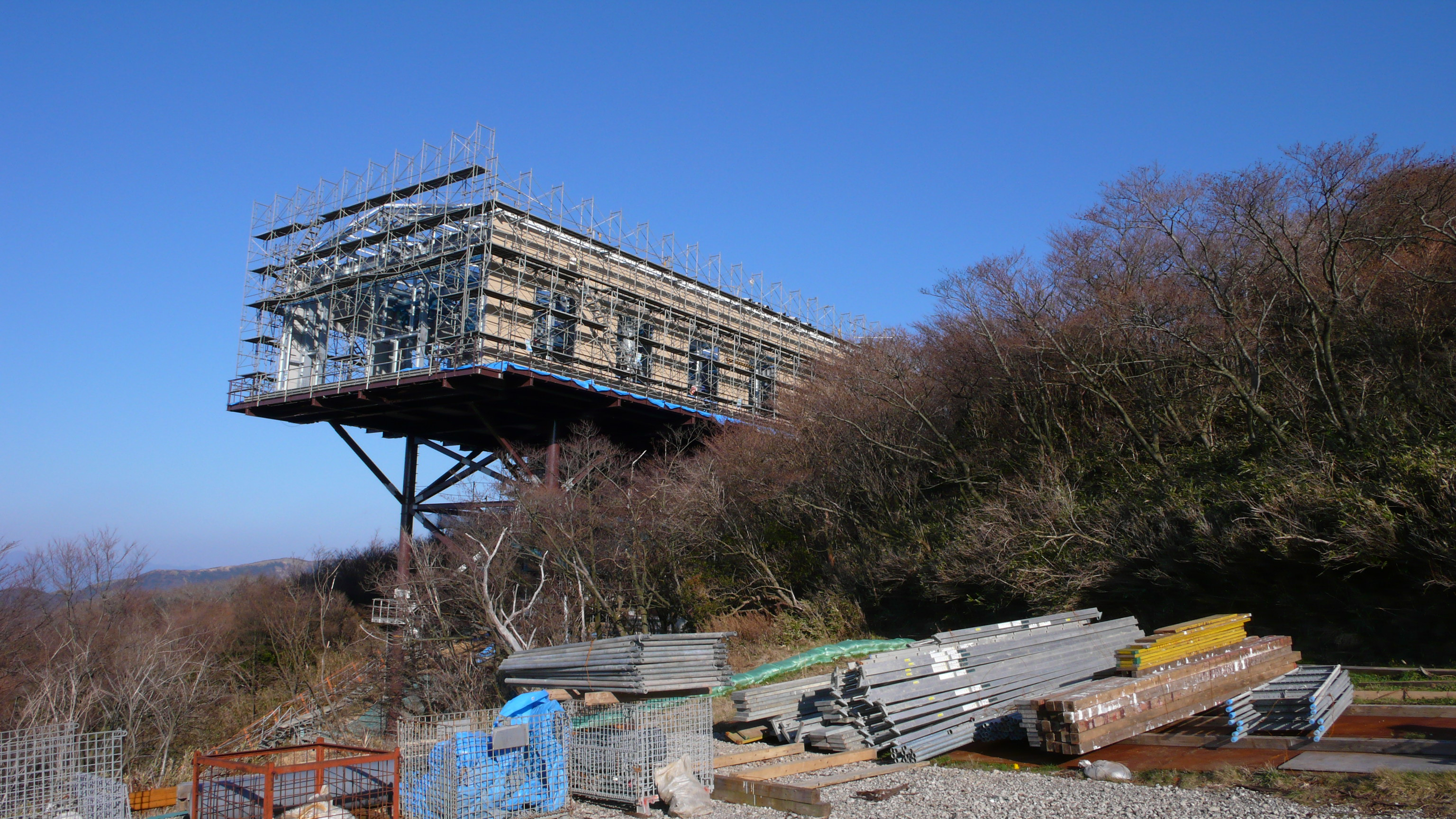
興建中的站房（2006年12月）
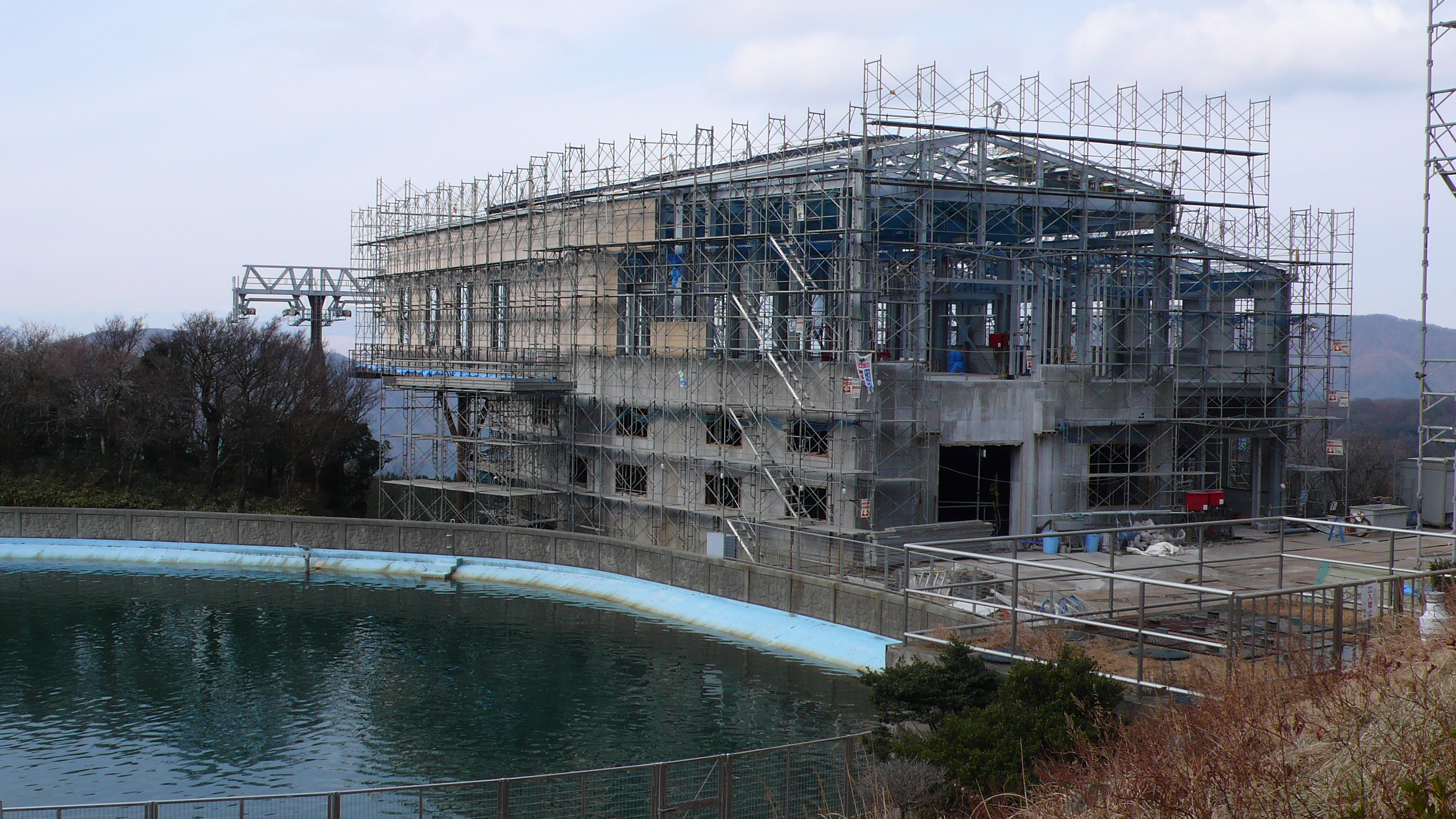
興建中的站房（2006年12）
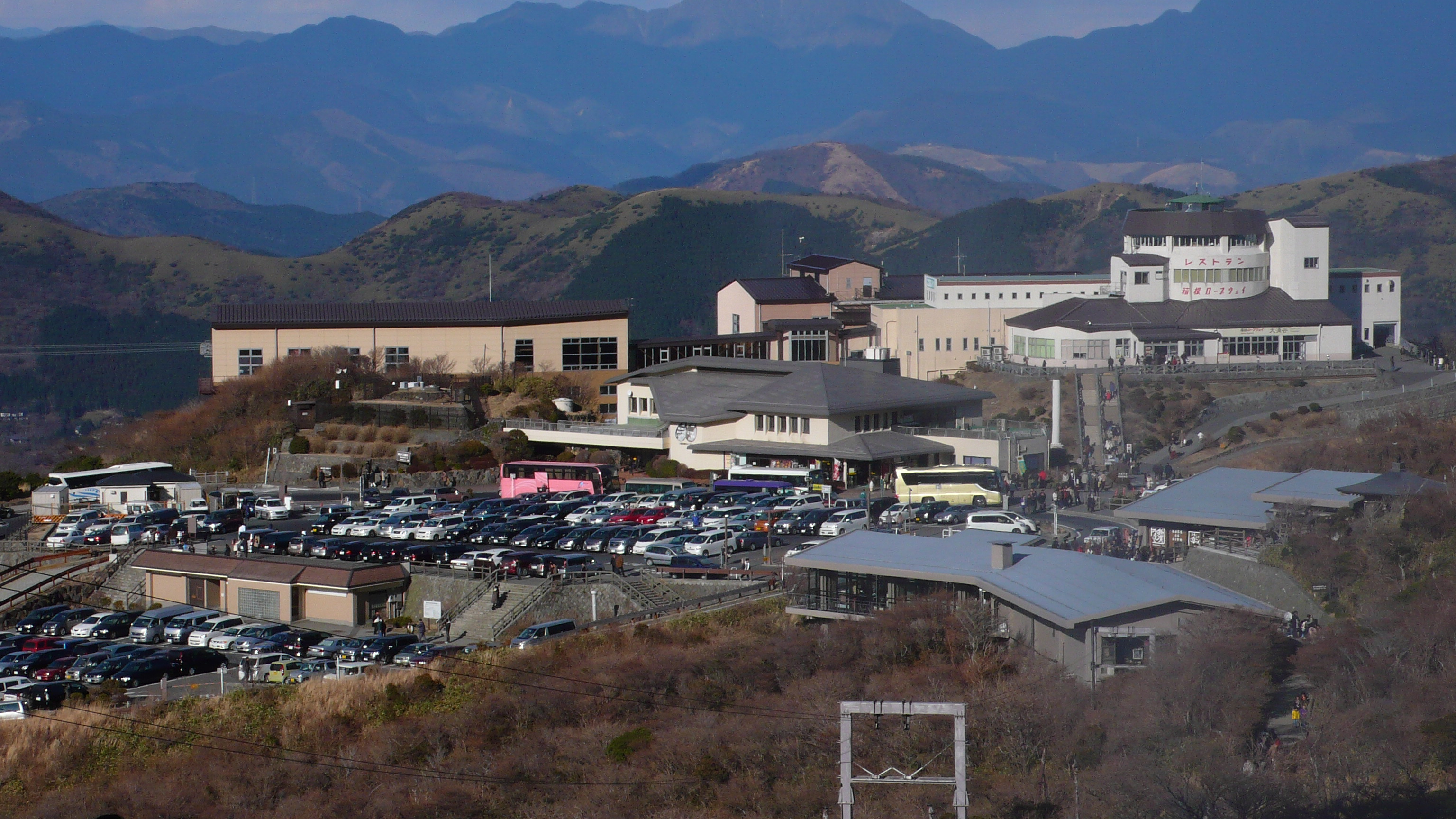
車站遠景，早雲山方面為舊站房（2009年1月）
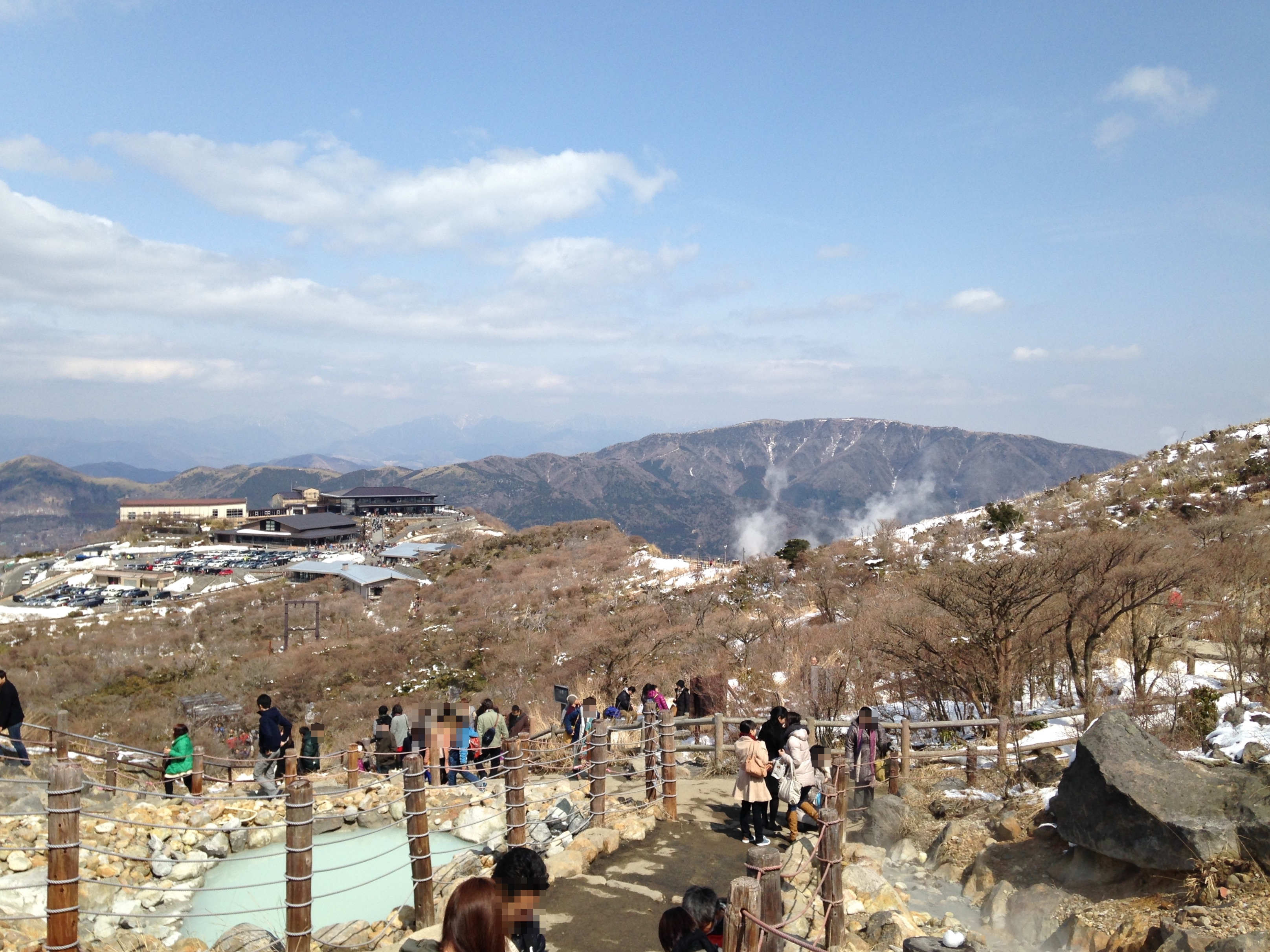
車站遠景（2014年3月）

### 樓層
| 2F | 大涌谷車站食堂 |                                                   |
| 1F | 箱根空中纜車   | 月台、售票處、商店、洗手間、投幣式儲物櫃及救護站} |
| B1 | 電梯           | 無障礙出入口                                      |

### 路線巴士
大涌谷站附近有以下路線經停：
| 公司         | 路線              | 目的地                                    | 備註      | 參考          |
| ------------ | ----------------- | ----------------------------------------- | --------- | ------------- |
| 伊豆箱根巴士 | Ｊ 湖尻・箱根園線 | 小田原站東口（經箱根湯本站） 湖尻及箱根園 | 徒歩約2分 | [ 14 ] [ 15 ] |

## 車站週邊
- 大涌谷
  - 大涌谷停車場：徒歩約1分[13]
  - 箱根地質博物館（箱根ジオミュージアム）及大涌谷旅遊資訊中心
  - 大涌谷黑玉子館（大涌谷くろたまご館，原大涌谷觀光中心）
  - 極樂茶屋

## 相鄰車站
小田急箱根
 箱根空中纜車
早雲山（OH 62）－大涌谷（OH 63）－姥子（OH 64）

## 外部連結
- 大涌谷站（页面存档备份，存于） - 箱根空中纜車